# 光高粱
光高粱（学名：Sorghum nitidum），为禾本科高粱属下的一个植物种。